# Sanatorium des étudiants de France
Le Sanatorium des étudiants de France — plus tard renommé Centre médico-universitaire Daniel-Douady (CMUDD) — est un établissement situé aux Petites-Roches, sur la commune de Saint-Hilaire-du-Touvet, près de Grenoble, dans le département français de l'Isère, qui, après avoir accueilli les étudiants tuberculeux jusque dans les années 1960, s'est orienté vers les étudiants et lycéens suivant des thérapies lourdes, ou handicapés, qui peuvent ainsi suivre leurs études. Il porte aujourd'hui le nom de Centre médico-universitaire Daniel-Douady (CMUDD) et constitue l'une des douze cliniques de la Fondation santé des étudiants de France (FSEF). Depuis 2008, le CMUDD a été délocalisé dans la commune de Saint-Martin-d'Hères, contiguë à celle de Grenoble, à l'image de l'établissement voisin de Rocheplane, et les anciens locaux ont fait l'objet d'une démolition en 2019.

## Histoire

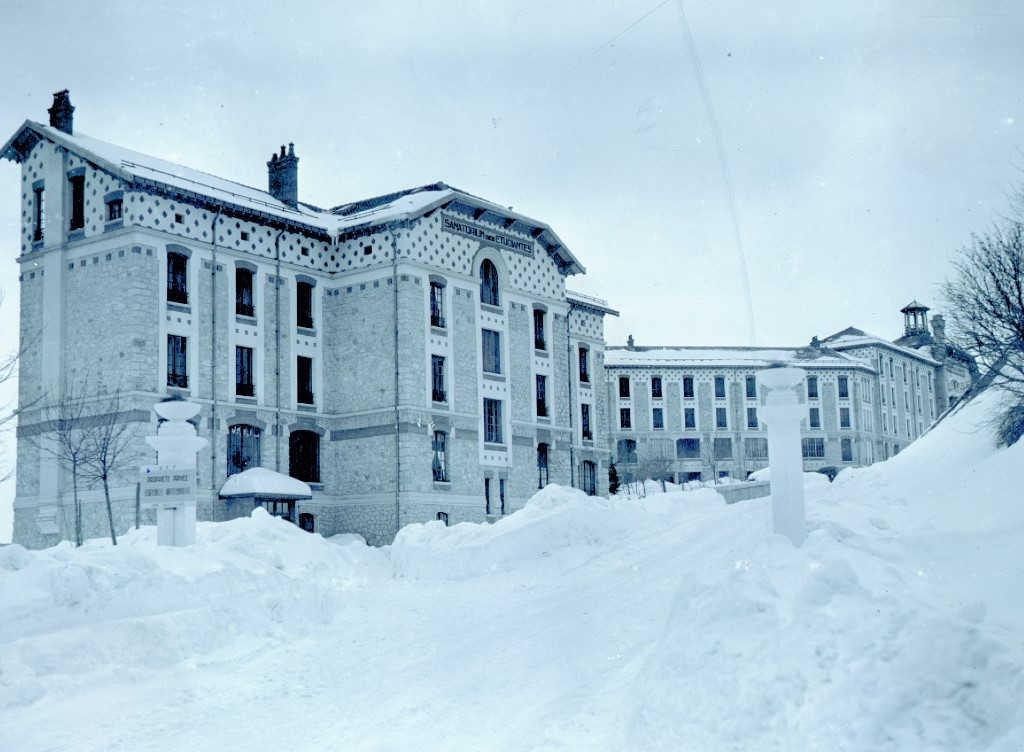
Le Sanatorium des étudiants de France vu depuis la route (années 1950). Au premier plan, le bâtiment des femmes (devenu plus tard pavillon « Jamati »).

Cet établissement est créé formellement lors du congrès de Clermont de l'Union nationale des étudiants de France (UNEF) en 1923 (année où l'UNEF crée également la Fondation santé des étudiants de France (FSEF), qui sera reconnue d'utilité publique en 1925, et œuvre en faveur de meilleurs conditions d'études des étudiants tuberculeux), sous l'impulsion de militants de la faculté de médecine de Paris. Il est créé afin d'accueillir des étudiants atteints de la tuberculose. Le site de la commune de Saint-Hilaire-du-Touvet sur lequel des sanatoriums sont prévus dès les années 1920 comportera à terme 40 hectares, ; il est partagé entre plusieurs établissements dont le Sanatorium populaire des ouvriers de l'industrie métallurgique et minière (futur Rocheplane) construit en 1929 et le Sanatorium populaire du Rhône (futur CMC) bâti en 1933 et le futur sanatorium des étudiants de France. Après des difficultés dans sa construction, dues principalement à des erreurs de gestion, le sanatorium des étudiants de France ouvre en 1933, et accueille son premier patient. Son premier médecin directeur, le Dr Daniel Douady lui donne un retentissement très fort et, avec l'aide de l'UNEF, se met peu à peu en place un système permettant aux étudiants tuberculeux d'étudier malgré les contraintes de la cure. L'établissement de Saint-Hilaire-du-Touvet est alors le premier du réseau créé par l'UNEF sur le territoire français.
Pendant l’Occupation allemande, Daniel Douady rédige de faux certificats médicaux pour que des Juifs puissent s’y cacher en tant que malades. Il embauche aussi trois médecins juifs, qui de par les lois de Vichy n’avaient pourtant pas le droit d’exercer. Enfin, d’après la résistante Madeleine Riffaud, le sanatorium hébergeait également une imprimerie clandestine, dont lui seul avait la clé.
Autour du sanatorium proprement dit, se met en place tout un réseau de maisons de cure, de précure et de post-cure, qui va considérablement se développer après la Seconde Guerre mondiale, en particulier grâce à la fonction de directeur de la Santé du ministère de l'Éducation nationale qu'occupe Daniel Douady. Des établissements pour les étudiantes et les lycéens vont eux aussi s'ouvrir dans les années 1950, sous l'égide de la Fondation du sanatorium des étudiants de France, devenue depuis Fondation santé des étudiants de France (FSEF). À cette époque, des professeurs et assistants de l'université de Grenoble montent une ou deux fois par semaine assurer les cours, les travaux pratiques et les travaux dirigés. 
Dans les années 1960, avec le recul de la tuberculose, la FSEF crée des maisons de repos destinés aux étudiants et réoriente ses cliniques vers le traitement post-opératoire, la rééducation et le handicap ; c'est la vocation actuelle des établissements qu'elle gère encore. La période voit aussi la création d'un autre Sanatorium des étudiants de France à Bouffémont, dans le Val d'Oise, le Sanatorium universitaire Jacques Arnaud.
Par ailleurs, après la Seconde Guerre mondiale, la santé mentale des étudiants devient une question importante au sein des universités. La FSEF est, avec la Mutuelle nationale des étudiants de France (MNEF), à l'origine des Bureaux d'aide psychologique universitaires (BAPU). La FSEF est avec la Mutualité étudiante et les Œuvres une des réalisations les plus pérennes du mouvement étudiant en matière d'aide sanitaire et sociale.
Le 5 mars 1970, le sanatorium du Rhône, voisin du Sanatorium des étudiants de France, est atteint par une avalanche, provoquant des dégâts matériels mais ne faisant aucune victime.
En 1983, le sanatorium est rebaptisé « Centre médical universitaire Daniel-Douady ».

## La délocalisation de l'établissement
En 2008, l'État ordonne la délocalisation immédiate du Centre médico-universitaire Daniel-Douady (CMUDD) et du Centre médico-chirurgical (CMC) Les Petites-Roches, face au risque naturel inévitable d'avalanches et de chutes de rochers sur son emplacement géographique. La décision de démolir les établissements est actée par l’État français dès 2009, les coûts de protection étant trop élevés pour envisager la conservation ; les anciens bâtiments de Rocheplane, également sur la commune, ne sont alors pas voués à la démolition, sous réserve d'éventuels travaux de sécurisation. Finalement, ce dernier fera aussi partie de la démolition. Entre 2008 et 2019, les bâtiments des trois établissements ont été pillés, vandalisés et entièrement tagués,. En 2013 devait débuter la démolition de la zone,, avec une prise en charge des frais (estimés en 2012 à six millions d'euros pour les trois établissements) par l’État français, mais celle-ci n'a commencé sur le site (après des études techniques) qu'à partir de 2015 voire 2017, et a duré jusqu'en 2020. Le coût de ces travaux est évalué ensuite à 6,7 millions d'euros (ou 13, 7 millions d'euros). Ils doivent aboutir à une remise en état du lieu dans son état avant la construction des établissements au début du XXe siècle, un « espace naturel » dans le Plan local d'urbanisme (PLU) de la commune, classé non constructible (zone rouge) dans le Plan de prévention des risques naturels (PPRn),. 
Dès 2008, le centre de soins de suite et de réadaptation de Rocheplane, voisin du CMUDD à Saint-Hilaire du Touvet, déménage dans la commune de Saint-Martin-d'Hères,. En 2009 et 2010, le Centre médico-chirurgical (CMC) puis le CMUDD ont chacun pris place sur cette même commune de Saint-Martin-d'Hères, située à quelques kilomètres au sein de l'agglomération grenobloise. 

## Activités
Dans les années 2000, le CMUDD est un Établissement de réadaptation fonctionnelle ; ses principales missions concernent le soin, les études ainsi que l'insertion sociale et professionnelle de jeunes gens (enfants, adolescents et étudiants) qui sont malades ou en situation de handicap. Sa capacité est alors de 150 lits d'hospitalisation, auxquels s'ajoutent deux places en hôpital de jour et huit postes d'hémodialyse. Il comporte différents services dont un dédié à la « rééducation polyvalente » d'enfants et d'adolescents, un dédié à la rééducation spécialisée de personnes ayant des lésions cérébrales, un dédié à celle spécialisée de personnes ayant des traumatismes médullaires et un à la rééducation d'adultes.
Le CMUDD de Saint-Hilaire-du-Touvet était doté d'une piscine intérieure, d'un cinéma et de nombreuses salles de créations artistiques telles que des ateliers de poterie, de photographie, de peinture. Par ailleurs, une bibliothèque riche de 55 000 ouvrages, constituée par des acquisitions propres ou par des dons de particuliers ou d'institutions était installée au dernier étage du pavillon Vauthier. De nombreuses salles de sport étaient aussi disponibles.

## Dans la culture populaire
Le Sanatorium des étudiants de France de Saint-Hilaire du Touvet est longuement représenté dans une partie importante du premier album de la série de bande dessinée consacrée à Madeleine Riffaud, qui y a séjourné durant la seconde Guerre mondiale et y a rencontré son premier mari, qui a fait partie de la Résistance française, au sein de laquelle elle l'a rejoint.

## Personnalités ayant séjourné dans les sanatoriums
- Bud Powell, pianiste de jazz américain, de 1963 à 1966 au Sanatorium de Bouffémont ;
- Roland Barthes[2], philosophe, critique littéraire et théoricien de la littérature ;
- Henri Béhar[2], universitaire ;
- Georges Canetti, médecin[2] ;
- Gérald Collot, artiste peintre ;
- Madeleine Riffaud, résistante de la Résistance française[2] ;
- Max-Pol Fouchet[2], critique d'art et romancier ;
- François Furet[2], historien ;
- Nadu Marsaudon, artiste peintre[12] ;
- Michel Perez[2], critique cinématographique, scénariste et romancier ;
- Louis Seguin[2], écrivain et critique cinématographique ;
- Roger Tailleur[2], journaliste et critique cinématographique.